# Камбаратинская ГЭС-1
Камбаратинская ГЭС-1 (Камбар-Атинская ГЭС-1) — строящаяся гидроэлектростанция в Кыргызстане на реке Нарын, в Токтогульском районе Джалал-Абадской области. Входит в Нарын-Сырдарьинский каскад ГЭС, являясь его верхней ступенью, расположена в 14 км выше Камбаратинской ГЭС-2. После завершения строительства Камбаратинская ГЭС-1 станет одной из крупнейших гидроэлектростанций в Центральной Азии. Строительство станции ведётся ОАО «Электрические станции», первый гидроагрегат планируется ввести в эксплуатацию в 2028 году.

## История
В 1960 году была разработана схема использования реки Нарын, предусматривающая возможность строительства Камбаратинской ГЭС мощностью 1000 МВт. В дальнейшем схема была изменена в пользу строительства трёх ГЭС вместо одной. Камбаратинский гидроэнергетический комплекс в составе трёх гидроэлектростанций был спроектирован Среднеазиатским отделением института «Гидропроект» в соответствии с Постановлением ЦК КПСС и Совета Министров СССР от 09.10.1980 г. № 678 «О программе строительства гидравлических и гидроаккумулирующих электростанций в 1981—1990 годах». В 1982 году было составлено технико-экономическое обоснование проекта, в 1988 году был утверждён основной объём проектной документации. Комплекс планировался в составе трёх станций: Камбаратинской ГЭС-1 мощностью 1900 МВт, которая должна была стать крупнейшей станцией Нарын-Сырдарьинского каскада, его контррегулятора — Камбаратинской ГЭС-2 мощностью 360 МВт и деривационной Камбаратинской ГЭС-3 мощностью 170 МВт, использующей напор, образующийся в ходе сезонной сработки Токтогульского водохранилища.
Согласно изначальному проекту, сооружения Камбаратинской ГЭС-1 включали в себя взрывообвальную плотину высотой 275 м, совмещённый энерговодосбросной тракт, здание ГЭС и открытое распределительное устройство (ОРУ) напряжением 500 кВ. Плотину станции объёмом 112 млн м³ планировалось создать путём уникального, крупнейшего в мире неядерного взрыва, в котором по проекту задействовалось 247 тысяч тонн взрывчатого вещества (смеси аммиачной селитры и дизельного топлива). Взрыв должен был привести к обрушению в русло реки склонов ущелья и образованию распластанного завала, верховой клин которого, для обеспечения водонепроницаемости, планировалось замыть мелкозернистым материалом. В 1989 году на реке Уч-Терек был произведён опытный взрыв, в ходе которого была образована плотина высотой 45 м, моделирующая плотину Камбаратинской ГЭС-1. Совмещённый водосбросной тракт должен был состоять из двух параллельных тоннелей с разветвлениями, из которых берут начало четыре турбинных водовода и два тоннеля водосброса; также планировалось сооружение отдельного тоннеля для водосброса строительного периода. В наземном здании ГЭС по проекту размещалось четыре гидроагрегата мощностью по 475 МВт. Среднегодовая выработка электроэнергии станции планировалась в объёме 5088 млн кВт⋅ч. Плотина Камбаратинской ГЭС-1 должна была создать водохранилище сезонного регулирования площадью 56 км², полным объёмом 4,65 км³ и полезным объёмом 3,43 км³.
Строительство Камбаратинских ГЭС-1 и ГЭС-2 было начато в 1986 году, в 1991 году после распада СССР строительство существенно замедлилось, а в 1993 году было остановлено. К этому моменту была подготовлена часть необходимой для строительства инфраструктуры — производственные базы, дороги, карьеры. В 2008 году с компаниями Electricite de France и PricewaterhouseCoopers был заключён договор на подготовку предварительного ТЭО строительства Камбаратинской ГЭС-1. 
В 2012 году Россия и Кыргызстан заключили соглашение о строительстве Камбаратинской ГЭС-1, в соответствии с которым было образовано ЗАО «Камбаратинская ГЭС-1», которым на паритетных условиях владели российская компания ОАО «Интер РАО ЕЭС» и государственная киргизская компания ОАО «Электрические станции». В 2013 году был заключён договор на разработку технико-экономического обоснования (ТЭО) проекта с канадской компанией «SNC Lavalin International INC», которая была выбрана из пяти претендентов. Президент Кыргызстана, а затем и представитель МИД РФ Мария Захарова сообщили, что российская сторона не сможет реализовать проект в связи с возникшем экономическим кризисом. В 2016 году соглашение было расторгнуто ввиду бездействия инвесторов, а «Электрические станции» вынудили выкупить у «Интер РАО ЕЭС» долю в проекте, включая разработанное ТЭО.
8 июня 2022 года состоялась церемония возобновления строительства станции, в которой принял участие президент Кыргызстана Садыр Жапаров. Ожидается, что первый гидроагрегат Камбаратинской ГЭС-1 будет введён в эксплуатацию в 2032 году. Согласно переработанному проекту, мощность станции должна составить 1860 МВт (4 гидроагрегата по 465 МВт), среднегодовая выработка электроэнергии — 5,64 млрд кВт⋅ч. Конструкция плотины вместо взрывонабросной была заменена на более традиционную каменно-набросную, высотой 256 м. Плотина должна образовать водохранилище сезонного регулирования с отметкой НПУ 1198 м, полным объёмом 4,65 км³. Стоимость строительства оценивается в $2,9 млрд. Окупаемость строительства планируется обеспечить в том числе за счёт экспорта производимой ей электроэнергии в Пакистан в рамках проекта CASA-1000. Строительство Камбаратинской ГЭС-1 также позволит оптимизировать режимы работы находящейся ниже по течению Камбаратинской ГЭС-2, создав предпосылки для завершения строительства этой станции с вводом второго и третьего гидроагрегатов а также экономические выгоды для ирригационных целей в странах нижнего течения реки Нарын.
По состоянию на октябрь 2024 год, ведутся работы подготовительного этапа — сооружение моста через Нарын, автодорог, линий электропередачи для энергоснабжения площадки строительства, рабочего городка. Завершено строительство транспортного тоннеля длиной 1388 м. Продолжается создание технико-экономического обоснования проекта, которое должно быть завершено к маю 2025 года. Планируется, что к реализации проекта будут привлечены также Узбекистан и Казахстан, с которыми подписано предварительное соглашение. Работы основного этапа планируется начать в 2025 году.